# 화성 전곡리 물푸레나무
화성 전곡리 물푸레나무는 대한민국 경기도 화성시 서신면 전곡리에 있는 물푸레나무이다. 웅지마을 뒤 산 밑에 있는 수령 350년쯤 되는 나무이다. 높이 약 20미터에 이르러 물푸레나무로서는 보기 드물게 큰 나무이다. 2006년 4월 4일 대한민국의 천연기념물 제470호로 지정되었다.

## 특징
화성 전곡리의 물푸레나무는 경기도 화성시 서신면 전곡리 웅지마을 뒤 산밑에 위치한 수령 350여년 추정의 노거수로 나무높이 약 20m, 가슴높이 줄기둘레 4.68m로 물푸레나무로서는 보기 드물게 규모가 매우 크며 수형이 아름다운 나무이다.
물푸레나무는 우리나라에서 흔히 자라는 키가 큰 나무로 목재의 재질이 단단하여 괭이자루 등 각종 농기구와 생활용품 등의 용도로 널리 사용하였을 뿐만 아니라 나무껍질은 건위제, 소염제 등의 한방 재료로 사용하여 큰 키로 자라는 나무임에도 불구하고 우리 주변에서는 대부분 작은 나무만 볼 수 있다.
화성 전곡리 물푸레나무는 6·25 이전까지 마을 주민들이 이 나무 밑에서 동제와 기우제를 지내는 등 오랜 기간 마을 주민들의 신앙적 대상이 되어 온 나무로 문화·역사적 가치가 높은 나무이다.